# Renault 11 Electronic
 (avril 2023).
Si vous disposez d'ouvrages ou d'articles de référence ou si vous connaissez des sites web de qualité traitant du thème abordé ici, merci de compléter l'article en donnant les références utiles à sa vérifiabilité et en les liant à la section « Notes et références ».
La Renault 11 Electronic est une version futuriste de la Renault 11 qui a la particularité d'être équipée de techniques de pointe pour l'époque. Elle a la spécificité d'avoir un compteur numérique, avec synthétiseur vocal, ainsi qu'une chaîne hi-fi pilotable à partir d'un satellite de commande.

## Présentation
La Renault 11 est commercialisée le 1er avril 1983. Elle est la version à hayon (3 et 5 portes) de la Renault 9 (4 portes à coffre), lancée en septembre 1981 et élue "Voiture de l'année 1982". Les Renault 9 et 11 ont été dessinées par Robert Opron (designer des Citroën GS, SM, CX, Fuego, Renault 25...). La planche de bord de la Renault 11 est différente de celle de la Renault 9, afin de pouvoir intégrer les équipements spécifiques des versions "Electronic". Cette planche de bord et l'intérieur de la Renault 11 sont dessinés par Marcello Gandini, qui reprendra ce style de planche de bord à grosse casquette pour la Renault 25 et la Super 5. 
En décembre 1982, l'Auto-Journal publie des photos de la nouvelle Renault 11 en train de tourner sur un circuit d'essai. Dans l'article, le journaliste parle déjà d'un projet de tableau de bord digital, néanmoins aucune photo de ce combiné ne sera divulguée avant la sortie officielle.
Les Renault 11 TSE/TXE/Automatic "Electronic" sont les premières voitures françaises équipées d'un tableau de bord digital (de marque Stanley pour les 3 séries, le combiné de gauche, avec les boutons est de marque Jaeger) et de la synthèse vocale : la première au monde ayant un compteur digital étant la Cadillac Séville en 1978, la seconde en France étant la Citroën BX « Digit » (1985) puis les Renault 21 TSE/TXE/Turbo DX (1986). À noter qu'en 1981 la Simca-Talbot Horizon "S" se voyait déjà dotée d'un compte-tours linéaire à LED sur la colonne de direction, remplacé ensuite par un compte-tours digital à 2 chiffres.
La Renault 25 reprendra également la synthèse vocale ainsi que les premières versions de la Peugeot 505 Turbo. Renault restera longtemps fidèle à cette technologie. 
C'est également la première Renault à être équipée du fameux satellite de commande derrière le volant de la chaîne hi-fi, repris depuis par de nombreux constructeurs.
Le fameux compteur digital à cristaux liquides a été inventé par les ingénieurs (japonais) qui cherchaient un moyen de limiter les regards inutiles sur le compteur à aiguilles classique. Simplifiant au maximum les informations tout en gardant l'intégralité de leur contenu, le compteur adopte des moyens simples d'affichage des informations. Sur l'afficheur principal : vitesse, régime moteur (ou, au choix, barre graphe de vitesse plafonnée à 90 km/h ou 180 km/h sur les séries 1&2), température moteur, niveau du carburant (au contact niveau d'huile, à la demande pression d'huile sur l'afficheur, à gauche) sous forme de colonnes à hauteur variable, il ne suffit que d'un balayage rapide du regard pour voir l'information. L'inconvénient de ce type de compteur étant la faible lisibilité par forte lluminosité, à laquelle remédie en partie la casquette au-dessus du tableau de bord.
Il y a eu 3 types de compteur digital :
- le premier n'intègre pas d'ordinateur de bord à droite, mais simplement une silhouette du véhicule à fond orange : témoin de portes ouvertes avec détecteur d'ampoule grillée (millésime 1983). C'est celui qui apparaît sur les catalogues de lancement ;
- le second intègre un ordinateur de bord à fond vert reprenant la consommation instantanée et moyenne, l'autonomie, le carburant consommé, la quantité de carburant restante et la température extérieure, similaire aux ordinateurs de bord présents ensuite sur les autres modèles de la marque (11 Turbo, 21, 25... millésime 1983 à 85), défilement des informations par appuis successifs de la touche noire à droite du tableau de bord. Abandon des témoins d'ampoules grillées et rappel d'une portière ouverte uniquement vocal ;
- et enfin la partie centrale change et ne reprend plus la barre graphe polyvalente du compte tours/km/h (millésime 1986) et il y a la suppression de l'alerte de survitesse sur barre graphe de la vitesse et suppression des touches de réglage sur le volant. Le fond est noir et plus vert, fiabilité accrue.

Le "satellite" de commande droit change entre le second et 3e modèle : sur le second il y a une touche de rappel des annonces de la synthèse vocale. Sur le 3e, il y a une touche de défilement de l'ordinateur de bord. La platine de gauche est également différente entre les second et 3e modèle : la barre graphe de vitesse n'existant plus, cette commande disparaît au profit d'une touche "mph/km/h". Ce dernier compteur équipera également les "Encore" (version US de la R11 avec néanmoins des changements dans les témoins d'alerte et préalerte).
En 1983 et 1984, l'échelle de la jauge à essence est en litres, elle passe ensuite en quart de réservoir.
Aucune version de Renault 11 Electronic n'est reconduit sur la phase 2 lancée fin 1986 (millésime 1987). 
Renault proposera ensuite ce type de compteur sur les Renault 21 TSE/TXE/Turbo DX de couleur orange (couplé à la synthèse vocale sur les premiers modèles). 
Citroën commercialisera une Citroën BX « Digit » avec un compteur digital VFD Jaeger spécifique en 1985, qui associe une finition de BX 16 TRS avec la motorisation de la BX 19 GT (105 ch).
Peugeot restera absent de cette catégorie, privilégiant le côté pragmatique des compteurs à aiguilles au côté gadget de ce type de combiné. 
Chez Volkswagen, il y aura la Golf II Match GTI 16, avec ce type de compteur nommé « Digifiz » en série et disponible en option sur la GTI (version 7000 pour la 8s & 8000 tr/min pour la 16s). Chez Opel il y aura la Kadett E GSi et Sénator abordant ce type d'instrumentation à bord. De nombreuses japonaises et américaines des années 1980 ont également été équipées sans qu'elles soient importées (Cadillac Séville, BuickElectra, Oldsmobile Delta 88, Ford Taurus, Subaru XT et GL, Honda Accord, Toyota Cressida, liste non exhaustive...). Au début des années 1990, Lancia a également proposé en option un tableau de bord "Opto-Electronique" sur sa Dédra très réussi mais très rare. 
En 1983, Stanley a également équipé la Honda Accord d'un tableau de bord digital de même technologie. 
Dans l'ensemble, à cette époque, les compteurs digitaux n'ont pas convaincu, en France tout du moins, la presse ayant souvent décrié ce type de tableau de bord. En Allemagne ils étaient mieux accueillis, tandis qu'aux États-Unis et au Japon ils étaient plébiscités. Ce compteur est le plus réussi et le plus abouti esthétiquement de tous les tableaux de bords digitaux proposés au cours des années 1980.
Quelques coloris de carrosserie sont réservés aux TSE/TXE/Automatic Electronic, tandis que certains leur sont interdits. Celles-ci ont toujours un double stripping latéral noir.

## TSE Electronic
La Renault 11 TSE Electronic est commercialisée lors du lancement de la R11. Elle est dotée du mythique « moteur Cléon-Fonte ». Ce moteur est de conception ancienne, puisqu'il a un arbre à cames latéral (avec culbuteurs et tiges de culbuteurs). Cette motorisation, conçue par l'ingénieur René Vuaillat, est apparue en 1962 sur les Renault Floride S et Renault 8. Sur la R11 TSE Electronic il s'agit d'un 1 397 cm3 (type C2J), alimenté par un carburateur double corps Weber 32 DRT, développant 72 ch DIN, avec AEI (Allumage électronique intégral). 
Elle reprend les équipements de la Renault 11 TSE (Intérieur velours, moquette épaisse, vitres électriques, fermetures centralisées, volant gainés de cuir, feux anti-brouillard, laves phares, jantes alu, vitres teintées...). La TSE Electronic  possède en plus un compteur digital, avec synthétiseur de paroles, une mini-chaîne Philips avec suivi automatique des stations, son stéréo Dolby, lecteur de cassettes auto-reverse, rappel au volant des commandes radio, mini-chaîne, 6 haut parleurs, 1 tweeter sur la casquette de compteur pour la synthèse de parole, les rétroviseurs extérieurs sont électriques de série et des deux côtés. La TSE Electronic est la seule R11 à être dotée du coffre à fermeture centralisée, panneaux de portes avant différents des autres versions destinés à accueillir les gros haut parleurs, accoudoirs plus proéminents, tout ceci revêtu d'un velours spécifiques.  
Pour le millésime 1984 (juillet 1983) la silhouette de la voiture dessinée en orange sur la droite du compteur digital, indiquant les ouvrants ouverts (portière mal fermée, capot moteur non verrouillé, coffre mal fermé, détecteur d'ampoule grillée), est remplacée par un ordinateur à fond vert.

## Automatique Electronic
Une version avec boîte automatique est également proposée. Elle dispose également du « moteur Cléon-Fonte » de 1 397 cm3 (type C2J), mais de 68 ch DIN contre 72 pour la TSE Electronic. L’équipement est similaire à la TSE Electronic.

## TXE Electronic

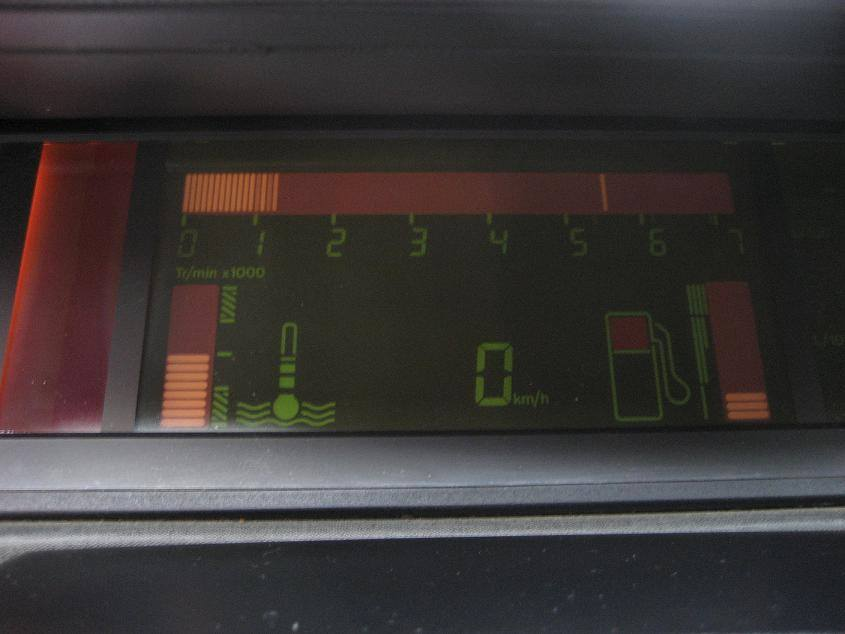
Tableau de bord de Renault 11 TXE Electronic de 1984, millésime 1985

À l'automne 1983 Renault lance sa nouvelle motorisation essence, le « moteur F » de 1 721 cm3 (type F2N) avec carburateur double corps Weber 32 DRT et AEI (Allumage électronique intégral), dont la base est celle du moteur F8M 1,6D. Il possède une architecture de type diesel avec des chambres de combustion intégrées aux pistons, ce qui n'est pas courant sur un moteur essence. Cette nouvelle motorisation a pour vocation de remplacer le bon vieux « moteur Cléon-Fonte » sur les versions plus puissantes de la gamme R9/R11, hors versions Turbo. Ce nouveau moteur est de conception moderne avec un arbre à cames en tête, entraînant une courroie de distribution crantée, et une alimentation par carburateur. Avec le F2N, la GTS devient la GTX, la TSE devient la TXE et la TSE Electronic devient la TXE Electronic. Dans un premier temps, les versions GTS, TSE et TSE Electronic sont maintenues aux côtés des GTX, TXE et TXE Electronic.
La Renault 11 TXE Electronic, mise à part la motorisation, est identique à la TSE Electronic.
Pour le millésime 1985, elle perd son tweeter situé sur la casquette de compteur, ce dernier se trouve remplacé par le haut-parleur avant gauche de l'autoradio, permettant une meilleure qualité sonore de la synthèse de parole.
Pour le millésime 1986 (juillet 1985), la gamme R9/R11 subit un léger restylage. La Renault 11 adopte une calandre modifiée à grosses barrettes de couleur anthracite et sans entourage chromé, un pare-chocs avant avec spoiler intégré similaire à celui de la R11 Turbo et nouvelle console centrale plus fine à l'intérieur pour augmenter l'espace aux jambes. La Renault 11 TXE Electronic adopte un nouveau compteur digital plus résistant à la chaleur (la barre graphe n'intègre plus que le compte-tours et ne fait plus rappel de vitesse sur 2 échelles), ainsi qu'un volant sport à quatre branches gainé de cuir, similaire à celui des Renault 9 Turbo et Renault 11 Turbo (mais suppression des boutons de réglage de l'alerte de survitesse). Les lave-phares ne sont plus disponibles.

## 11 Electronic (série limitée)
Le 2 avril 1985 est commercialisée une série limitée "Renault 11 Electronic" à 4 500 exemplaires. Elle reprend le tableau de bord "futuriste" et le synthétiseur de paroles des célèbres R11 TSE/TXE Electronic, mais avec une finition plus dépouillée. Sur base de GTL, mais avec un « moteur Cléon-Fonte » de 1 397 cm3 72 ch DIN repris des GTS/TSE/TSE Electronic, elle possède les vitres teintées et l’essuie-glace arrière. Elle est disponible uniquement en cinq portes avec 2 couleurs proposées (bleu Schiste 402 ou gris métallisé 620), elle possède des enjoliveurs intégraux type "manège" de R11 GTX et antenne radio type R11 TSE/TXE Electronic. C'est la seconde génération de compteur qui équipera cette version. Aucune option disponible.
Sur cette version, la synthèse de la parole reprend le premier système de haut parleur sous la casquette, le véhicule n'étant pas doté d'origine d'un autoradio.
Elle prendra le nom de "message" en Italie.

## Encore Electronic
Une version nord-américaine sera également commercialisée, la Renault Encore Electronic qui est la version d'outre Atlantique de la Renault 11 Electronic. Cette version n'est pas un modèle disponible, simplement c'est une option d'un modèle déjà existant. Cette version reprend la troisième génération de compteurs français. Les témoins à gauche, sont néanmoins différents (présence d'un témoin pour ceinture non bouclée obligatoire aux États-Unis ainsi que d'un buzzer d'oubli des clés sur le contact). Pas de chaîne hi-fi et pas de synthétiseur de parole. Il semble que cette version ne bénéficie pas de la température extérieure. Calcul en mesure « impériales », Miles, et consommation en MPG. Inscription "unleaded Fuel Only" en dessous du tachymètre.

## En collection
Aujourd'hui, elles sont devenues des voitures de collection. Quand on évoque la Renault 11, on pense directement à la mythique Renault 11 Turbo et la fameuse Renault 11 Electronic. Ce sont les deux versions les plus convoitées par les collectionneurs.
Pour les Electronic, la plus recherchée est la TSE Electronic, car son moteur nécessite moins d'entretien (pas de courroie de distribution), il y a moins de soucis de carburateur et son « moteur Cléon-Fonte » est légendaire. L'Electronic automatique a des soucis de fiabilité sur la boite de vitesses automatique. La TXE Electronic offre un moteur de conception moderne avec un beaucoup plus de couple, mais souffre de problème de carburateur et oblige au remplacement de la courroie de distribution tous les 5 ans ou tous les 100 000 km (premier des deux termes échus), mais ça reste le moteur le plus agréable à conduire. Pour la série limitée "Electronic", certains lui reprocheront les vitres manuelles, l'absence de centralisation... 
Ces autos ont été commercialisées dans différents pays, avec des synthèses de paroles de différentes langues.